# Germán Lux
Germán Lux, född den 7 juni 1982 i Carcarañá, Santa Fe, är en argentinsk fotbollsspelare. Vid fotbollsturneringen under OS 2004 i Aten deltog han det argentinska U23-laget som tog guld. 